# Юркино (Кирилловский район)
Юркино — деревня в Кирилловском районе Вологодской области.
Входит в состав Талицкого сельского поселения, с точки зрения административно-территориального деления — в Колкачский сельсовет.
Расстояние до районного центра Кириллова по автодороге — 48,3 км, до центра муниципального образования Талиц по прямой — 12 км. Ближайшие населённые пункты — Пасынково, Гора, Лыткино, Семково, Охремково, Погорелка, Павлоково.
По переписи 2002 года население — 9 человек.